# André Obey
Pour les articles homonymes, voir Obey.
 (août 2021).
Si vous disposez d'ouvrages ou d'articles de référence ou si vous connaissez des sites web de qualité traitant du thème abordé ici, merci de compléter l'article en donnant les références utiles à sa vérifiabilité et en les liant à la section « Notes et références ».
Œuvres principales
- Le Joueur de triangle

André Obey (de son vrai nom André Obez) est un auteur dramatique, romancier et essayiste français, né le 8 mai 1892 à Douai et mort le 11 avril 1975 à Montsoreau (Maine-et-Loire).
D'abord romancier, il se consacre entièrement après sa rencontre avec Jacques Copeau à l'écriture dramatique dont il devint l'une des figures majeures de l'Entre-deux-guerres et jusque dans les années 1950. Bien que tombé dans un certain oubli, il laisse une œuvre théâtrale importante.

## Biographie
Fils d'Oscar Adolphe Obez et d'Ernestine Eugénie Elisa Hisette, André Alexis Obez naît au 12 rue de l'université, le 8 mai 1892 à Douai. Après une enfance passée entre le collège et l’école de musique, il passe ses licences de Droit et de Lettres à Lille. Engagé pendant la Première Guerre mondiale, il s’installe  après l'Armistice à Paris où il gagne sa vie en faisant de la critique musicale et des chroniques sportives. Parallèlement, il écrit des nouvelles, des essais et des romans. Il se fait remarquer en 1920 en écrivant La Souriante Madame Beudet avec Denys Amiel, une pièce adaptée pour le cinéma par Germaine Dulac en 1923, puis inscrite en 1935 au répertoire de la Comédie-Française et diffusée sur la radio nationale après la guerre.
Sa pièce La carcasse est créée à la Comédie-Française en 1926 mais jugée antimilitariste en raison d'un personnage de général tourné en dérision, est retirée de l'affiche après quatre représentations.
Son roman autobiographique, Le Joueur de triangle, obtient le prix Renaudot en 1928.
C’est Jacques Copeau qui lui fait découvrir le théâtre. Il écrit un Dom Juan en 1929, qui sera révisé à deux reprises (Le Trompeur de Séville en 1938 et L’Homme de cendres en 1949). Il devient l’auteur privilégié de la Compagnie des Quinze et inaugure le théâtre du Vieux-Colombier avec Noé (1931), puis Le Viol de Lucrèce, La Bataille de la Marne et Loire. Sa notoriété aidant, ses pièces sont jouées aussi bien en France qu’à l’étranger (Angleterre, États-Unis, Allemagne…). En 1946, Benjamin Britten demandera à l'écrivain Ronald Duncan d’adapter Le Viol de Lucrèce pour un opéra de chambre, The Rape of Lucretia, et ce huit ans après Lucrezia, première adaptation composée par Ottorino Respighi.
En 1933, il adapte Richard III pour Charles Dullin, et écrit des œuvres radiophoniques puis deux pièces que l’approche de la Seconde Guerre mondiale lui inspire. La seconde, Revenu de l’Étoile, sera montée par les Comédiens de Paris et Valentine Tessier. Elle connaîtra un succès retentissant qui lui vaudra d’être jouée pendant plusieurs années.
Président du syndicat clandestin des auteurs et compositeurs pendant l’occupation, il succède à Pierre Dux comme administrateur général de Comédie-Française le 2 octobre 1945 à la demande de René Capitant, alors ministre de la Culture, d'abord à titre provisoire puis en titre à partir du 6 avril 1946. Il démissionne le 5 février 1947.
La Libération le voit également travailler aux premières réformes du Conservatoire et au nouveau statut des comédiens en tant que Directeur du théâtre et de la musique.
En tant qu’administrateur de la Comédie-Française, il enrichit le répertoire avec des pièces telles : A souffert sous Ponce Pilate de Paul Raynal, Asmodée de François Mauriac, La Princesse d’Élide de Molière, Britannicus de Racine et Le Maître de Santiago d’Henry de Montherlant. Il adapte, entre autres, Richard III de Shakespeare.
Il adaptera plusieurs autres pièces dont Œdipe roi de Sophocle (pour Pierre Blanchar) et La Paix d'Aristophane. En 1950, il crée Lazare pour Jean-Louis Barrault puis Une fille pour du vent qui est montée à la Comédie-Française en 1953 avec Julien Bertheau.
De 1953 à 1957, il adapte L'Orestie d'Eschyle pour Jean-Louis Barrault et deux pièces américaines : La Chatte sur un toit brûlant de Tennessee Williams et Douze hommes en colère de Reginald Rose.
C’est aussi un homme de radio pour laquelle il écrit plusieurs pièces (Le Jour du retour, Revenu de l’Étoile…). Il participe à Lecture à une voix de Michel Polac. On se souvient, sur France Culture, de ses entretiens avec Henri Dutilleux : Entre cour et jardin.
En 1972, il crée encore pour la Comédie-Française Les Retrouvailles sous le titre Le Jour du retour.

## Vie privée
André Obey a une sœur, Suzanne Gabrielle, née le 27 septembre 1898 à Douai. Il épouse Isabelle Jeanne Moreau  dite Jane Moreau, le 19 février 1919 à Limoges. Le couple a une fille, Nicole.
André Obey épouse en secondes noces Josie Gregoire (1921-2021),.

## Postérité
Le fonds André Obey de la bibliothèque municipale de Douai contient plusieurs manuscrits de ses pièces ainsi que des dessins de costumes. Cette bibliothèque organise une exposition en son honneur en 1985 ainsi que pour les 120 ans de sa naissance en 2012.
Le 10 août 2001, par arrêté de l’administration française, l’œuvre d’André Obey entre au patrimoine littéraire national.
Le 9 avril 2005, un hommage est organisé à Montsoreau pour les trente ans de la mort de l'écrivain, en présence notamment de sa veuve Josie Obey et de Rosy Varte. Une plaque commémorative est apposée sur sa maison, dont le bâtiment principal date du XVIIe siècle, et une partie de la Haute Rue, où elle est située, est rebaptisée rue André Obey,.

## Théâtre
- La Souriante Madame Beudet, en collaboration avec Denys Amiel (1921) - Prix Paul-Hervieu de l’Académie française en 1922
- La Carcasse (1926)
- Trio (1928)
- Vénus et Adonis (1928)
- Don Juan (1929) - 1re version de L'Homme de cendres
- Le Viol de Lucrèce (1931)
- Noé (1931) créé au théâtre du Vieux-Colombier, entré au répertoire de la Comédie-Française en 1941. Mis en musique sous la forme d'un opéra en 3 actes et 5 tableaux par Claude Arrieu (composé en 1931-33, créé en 1949).
- La Bataille de la Marne (1932)
- Loire (1933)
- Ultimatum (1938)
- Le Trompeur de Séville - 2e version de L'Homme de cendres
- Les Huit Cents Mètres (1941)
- Maria (1943), créé en 1946 avec Rosy Varte dans le rôle-titre
- L'Homme de cendres (1949) créé à la Comédie-Française mis en scène par Pierre Dux avec Julien Bertheau
3e version de Don Juan. La seconde, Le Trompeur de Séville, fut créée en 1938 au théâtre de la Porte-Saint-Martin avec Pierre Blanchar dans le rôle-titre. Dans la première version (1929), il était interprété par Pierre Fresnay. Une reprise a lieu en 1976 au Théâtre antique de Vaison-la-Romaine, mis en scène par Jean-Pierre André avec José-Maria Flotats.
- Lazare (1950)
- Une fille pour du vent (1953), créé à la Comédie-Française mis en scène par Julien Bertheau
- La Fenêtre (1957)
- Revenu de l'étoile (1965)
- L'Ascension du SinaÏ (1969)
- Les Retrouvailles (1970), créé à la Comédie-Française en 1972 sous le titre Le Jour du retour mis en scène par Pierre Dux
- Le Bibliothécaire (1970)
- La Nuit des chevaux (1971)
- Trois soldats morts (1975)

Adaptations
- Richard III de Shakespeare (1938)
- Œdipe roi de Sophocle
- La Paix d'Aristophane
- L'Orestie (1955)
- La Chatte sur un toit brûlant de Tennessee Williams, avec Jeanne Moreau (1956)
- Douze hommes en colère de Reginald Rose (1958)

## Littérature
Romans
- Le Joueur de triangle, 1928 — Prix Renaudot

Chroniques
- L'Orgue du stade (1924)